# Pedalling Ice Field
Das Pedalling Ice Field (englisch für Radfahreisfeld) ist ein Gletscherfeld aus blauem Eis im ostantarktischen Viktorialand. In den Head Mountains liegt es unmittelbar südlich des Mount DeWitt und des Mount Littlepage am Rand des Polarplateaus.
Die Benennung, seit 1995 durch das New Zealand Geographic Board anerkannt, soll an den Einsatz von Fahrrädern bei der Gletscherkartierung durch eine Mannschaft unter der Leitung des neuseeländischen Glaziologen Trevor J. H. Chinn (1937–2018) in diesem Gebiet zwischen 1992 und 1993 erinnern.